# Gentiobiosa
Gentiobiosa o Genciobiosa és un disacàrid compost de dues unitats de D-glucosa unides amb un enllaç β(1->6). És un sòlid cristallí blanc soluble en aigua i en metanol calent. La gentiobiosa està incorporada dins l'estructura química de la crocina, que és el compost químic que dona a l'espècia del safrà el seu color. És un producte de la caramelització de la glucosa.